# إيما أهوينا تايلور
إيما أهوينا دافيسون تايلور (13 نوفمبر 1867-8 نوفمبر 1937)، هاوائية نصف أصلية وزعيمة بارزة خلال القرن العشرين. كانت مؤرخة ثقافية وخبيرة في علم الأنساب وذخيرةً لثقافة هاواي وتاريخها، وقد كتبت العديد من المقالات والذكريات عن الماضي وأثرت على زوجها ألبرت بيرس تايلور، مؤلف الكتاب التاريخي تحت سماء هاواي. انخرطت في المجموعات الخيرية والتاريخية والمدنية المحلية وشاركت في حركة حق تصويت المرأة في إقليم هاواي، إذ نظمت حملات من أجل حقوق المرأة المحلية في التصويت قبل إقرار التعديل التاسع عشر.

## النشأة والعائلة
ولدت إيما أهوينا دافيسون في 13 نوفمبر 1867، على الرغم من أن شاهد قبرها يذكر أنها ولدت عام 1866. كانت الابنة الكبرى والطفلة الثانية للصيدلاني الأمريكي بينوني ريتشموند دافيسون، الذي أصبح المشرف على مستشفى الولايات المتحدة البحري في هونولولو، والزعيمة الهاوائية البريطانية ماري جين كيكولاني فايرويذر. كانت ابنة حفيدة الكابتن البريطاني جورج تشارلز بيكلي وأهيا، وهي صلة قرابة بعيدة بأسرة كاميهاميها الحاكم. أشقاؤها ويليام كومبتون مالولاني، وروز كومبتون، وهنري فايرويذر، وماري هوب كيكولاني. توفي والدها في عام 1875 وتزوجت والدتها لاحقًا من المصور إيه إيه مونتانو في عام 1877.
التحقت دافيسون بمدرسة سانت أندرو بريوري في هونولولو، حيث تلقت تعليمها من قبل أخوات الكنيسة الأنجليكانية في هاواي والتي أنشأها الملك كاميهاميها الرابع والملكة إيما. انتقلت لاحقًا إلى مدرسة فورت ستريت وأصبحت رفيقة لعب للأميرة كايولاني ابنة أخت الملك كالاكاوا. عملت بعد أن أنهت تعليمها معلمةً- ابتداءً من عام 1890- مع شقيقتها روز في المدرسة الحكومية في وادي مانوا.
تزوجت من ألبرت بيرس تايلور في 5 نوفمبر 1902، في منزل والدتها في مانوا، لتصبح زوجة تايلور الثانية. استقر تايلور أمريكيّ الأصل في هاواي وعمل لصالح صحيفة ذا بيسفك كوميرشل أدفيرتايزر وأصبح فيما بعد أمين مكتبة لأرشيف هاواي. كان كاتبًا لتاريخ هاواي، ومن أبرز أعماله كتاب تحت سماء هاواي. لم ينجب الزوجان أطفالًا.

## المشاركة المجتمعية
أصبحت في عام 1912 داعمةً لحركة حق تصويت المرأة. كانت نساء هاواي الأصليات ذوات الرتبة الاجتماعية الراقية مثل تايلور من أوائل الناشطات الرئيسيات في هذه القضية. حضرت في عام 1917 حفلة أقامتها إيما ناكوينا لتكريم ناشطة حق تصويت المرأة ألميرا هولاندر بيتمان القادمة من الولايات المتحدة، والتي كانت زوجة ابن عم تايلور بنيامين إف بيتمان. دفع حضور تايلور وغيرها من ناشطات حق تصويت المرأة من الطبقة الراقية في هونولولو- بمن فيهن رئيسة الجمعية النسائية الوطنية للمساواة في حق التصويت في هاواي فيلهلمين ويدمان داوسيت- بالإضافة إلى الاجتماعات اللاحقة مع النادي، بيتمان للكتابة إلى معارفها السياسية في الجزيرة الرئيسية، ما ساعد على مشروع قانون يخول إقليم هاواي بسلطة التشريع بشأن مسألة حق المرأة في التصويت من خلال الكونغرس.
خُطط لمشروع قانون محلي في عام 1919 لمنح نساء هاواي حق التصويت، لكنه لم يُمرر أبدًا لأن الكونجرس أقر في العام التالي التعديل التاسع عشر، والذي منح جميع النساء في الولايات المتحدة الحق في التصويت. نظمت تايلور وصديقتها إميلي ويدمان ماكفارلين وحدات حياكة نيابة عن جنود هاواي الأصليين خلال الحرب العالمية الأولى.